# Герлак, Генри
Генри Герлак (англ. Henry Edward Guerlac; 14 июня 1910, Нью-Йорк — 29 мая 1985, Итака, Нью-Йорк) — американский историк. Доктор философии (1941), именной профессор Корнелла. Удостоен George Sarton Medal (1973) и др. отличий. В 1957-60 президент Общества истории науки, в 1959-65 президент Международной академии истории науки.
Окончил Корнеллский университет (A.B., 1932), там же получит степень магистра M.S. по биохимии (1933), а в 1941 году в Гарварде — докторскую степень Ph.D. по европейской истории, являлся там младшим феллоу (1935-38). Преподавал историю там же в Гарварде (1938—1941) и историю науки в Висконсинском университете, а также на протяжении трех лет был историком в Радиационной лаборатории Массачусетского технологического института (1943—1946, был нанят для подготовки ее официальной истории), — до поступления в 1946 в штат альма-матер Корнелла. С 1964 года именной профессор (Goldwin Smith Professor) истории науки, в 1970 году стал директором Общества гуманитарных наук в Корнелле. С 1975 года в отставке. Почетный доктор (1967). Среди его книг: Science in Western Civilization; сборник пяти статей, кои по существу касаются внедрения во Франции и вообще на континенте идей Ньютона о свете и цветах Newton on the Continent (Ithaca and London, Cornell University Press, 1981) {Рец.}; Lavoisier—The Crucial Year (Cornell University Press, Ithaca, N.Y., 1961) {Рец.}. В последней он исследует истоки химической революции XVIII века, сосредоточившись на самой ранней работе Антуана-Лорана Лавуазье о горении. Также автор Radar in World War II {Рец.}.
Остались жена и три дочери.